# Peugeot 408 (2010)
Peugeot 408 – samochód osobowy klasy kompaktowej produkowany pod francuską marką Peugeot od 2010 roku. Od 2014 roku produkowana jest druga generacja modelu.

## Pierwsza generacja

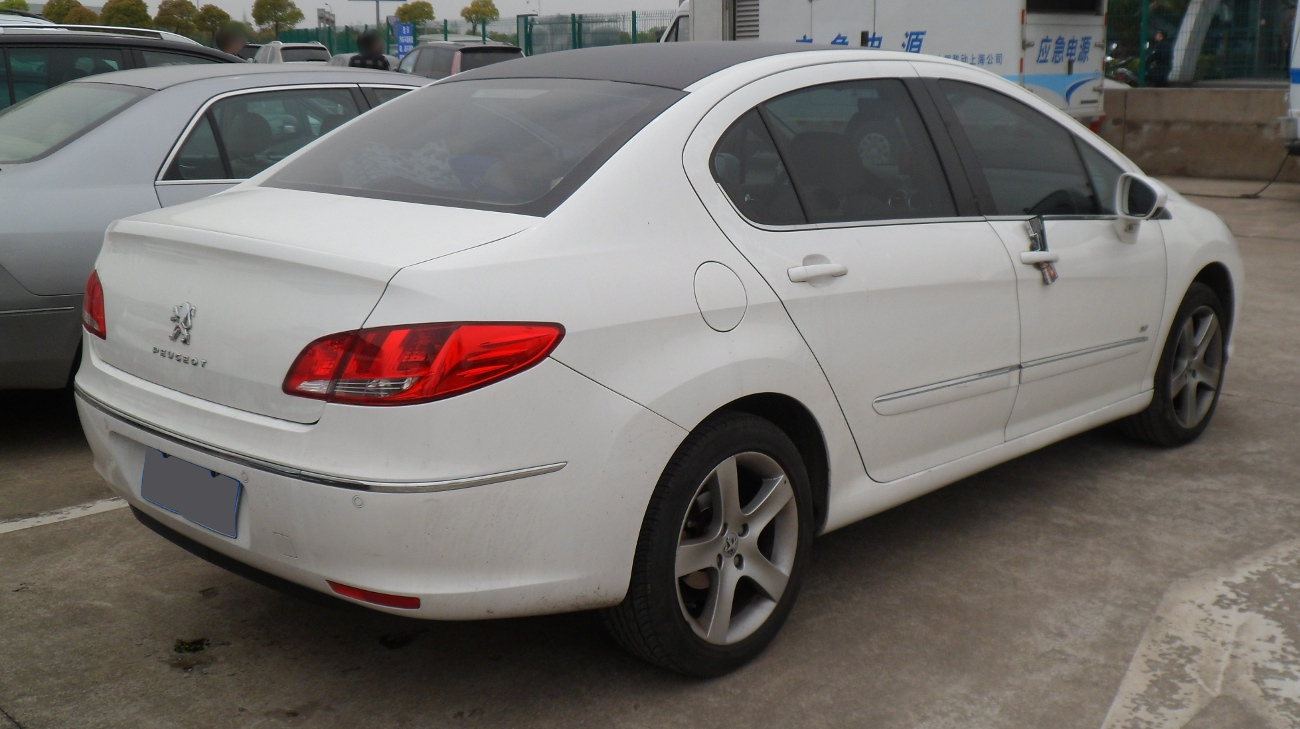
Peugeot 408 I - tył

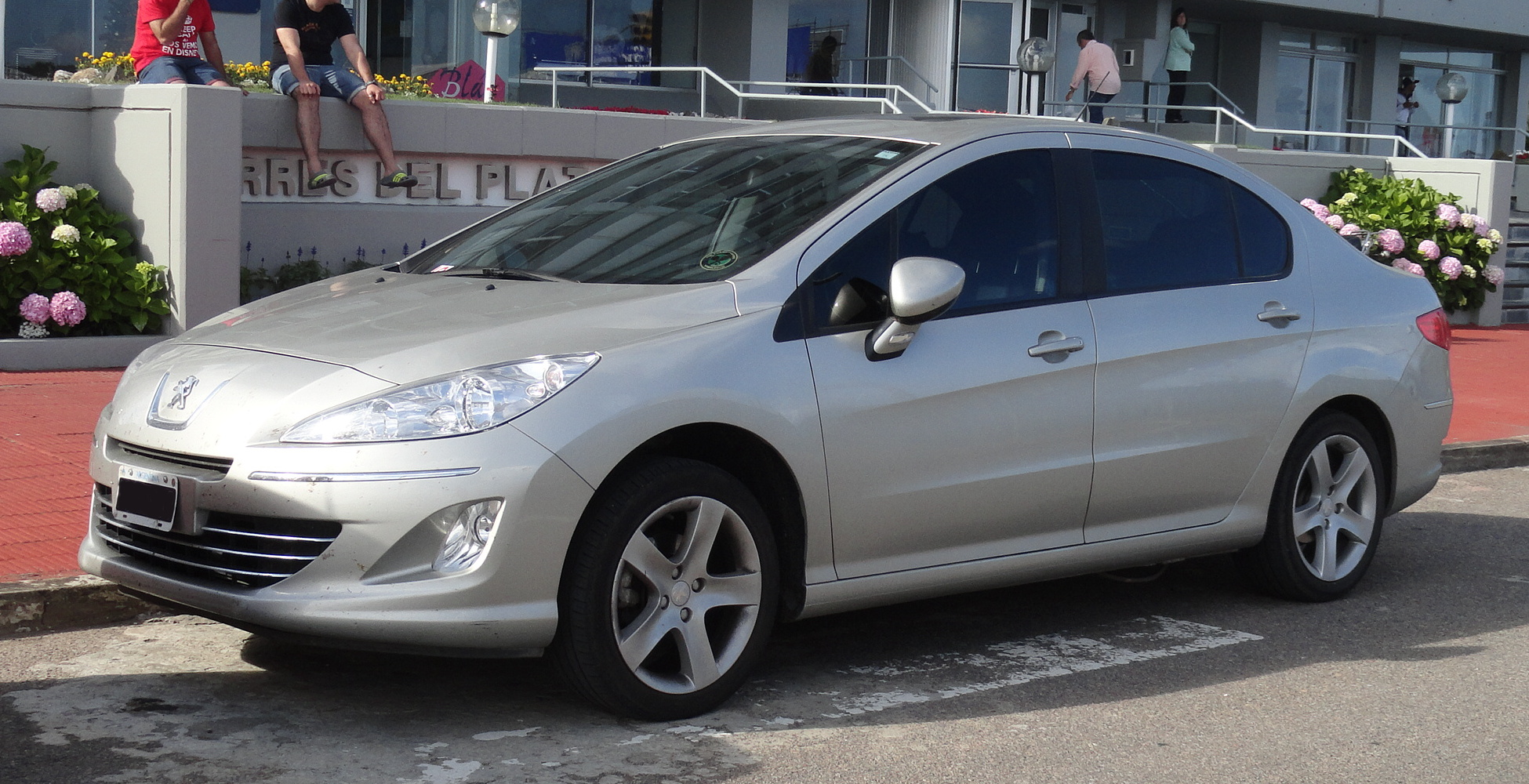
Peugeot 408 I po liftingu

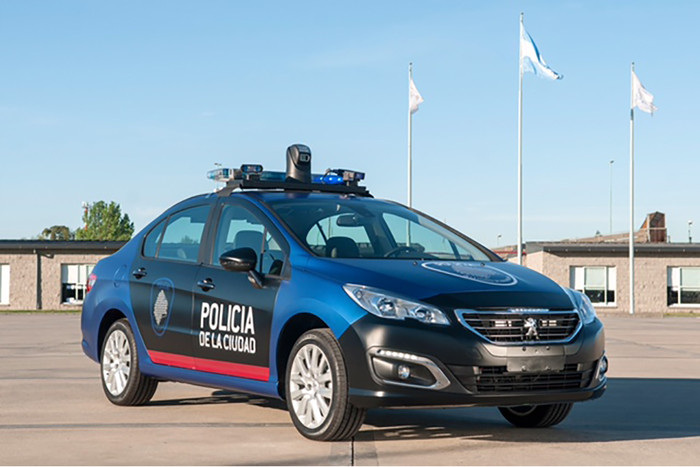
Peugeot 408 I po drugim liftingu

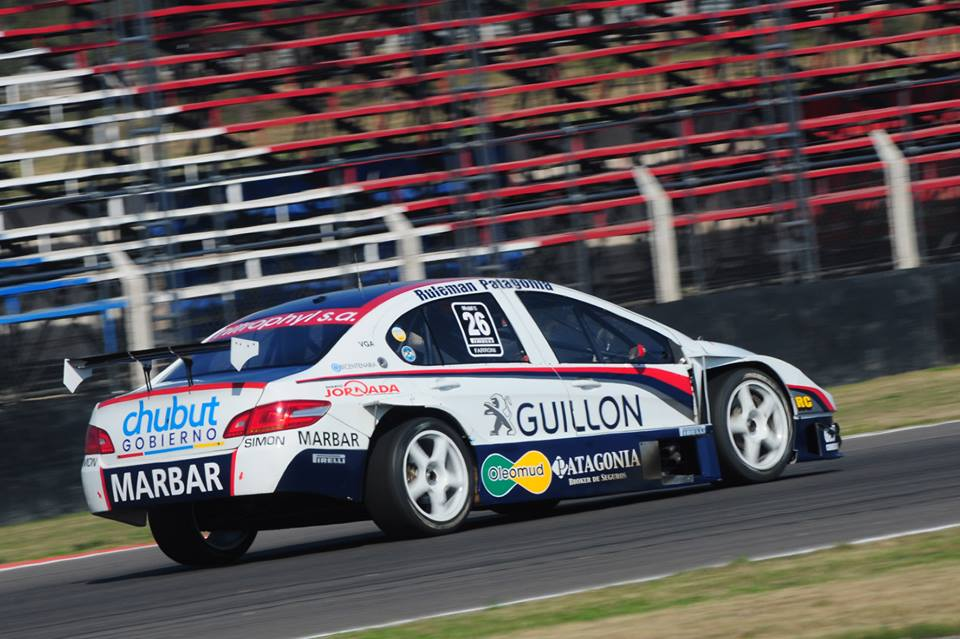
Peugeot 408 I Super TC

Peugeot 408 I został zaprezentowany po raz pierwszy w 2010 roku.
W przeciwieństwie do dotychczas produkowanego średniej wielkości 407, Peugeot 408 został kompaktowym sedanem będącym trójbryłowym wariantem modelu 308. W stosunku do niego samochód odróżnił się wydłużonym rozstawem osi, a także inaczej stylizowaną przednią częścią nadwozia. Zamiast dużego przedniego wlotu powietrza, atrapa chłodnicy została umieszczona niżej, a logo firmowe osadzono w łagodniej zarysowanej przestrzeni pomiędzy reflektorami. Kabina pasażerska została zaaranżowana pod kątem przestronności i komfortu jazdy, z 526-litrowym bagażnikiem i łączną pojemnością schowków wynoszącą 33 litry.
Samochód wyposażono m.in. w automatyczną, dwustrefową klimatyzację, system audio-informacyjny z kolorowym, dotykowym ekranem, a także nawigacją. Dla podkreślenia pozycjonowania samochodu jako droższy produkt w stosunku do 308, w kabinie pasażerskiej wykorzystano bardziej szlachetne materiały wykończeniowe włącznie z panelami imitującymi chrom. Projektując m.in. kabinę pasażerską Peugeota 408, producent uwzględnił głównie preferencje i specyfikę rynku chińskiego.
W gamie silników, której szczegółowe jednostki uzależniono od poszczególnych rynków zbytu, znalazły się głównie czterocylindrowe silniki benzynowe o pojemności 1,6 oraz 2 litrów. Do wyboru klienci uzyskali zarówno manualną, jak i automatyczną przekładnię biegów.

### Restylizacje
W maju 2012 Peugeot 408 I przeszedł pierwszą restylizację, która zachowała kosmetyczny zakres i ograniczyła się jedynie do innego przedniego zderzaka z mniej wyraźnie zaznaczonym wytłoczeniem na logo producenta. Pod kątem technicznym, producent zastosował nowy turbodoładowany silnik benzynowy 1.6 oraz wprowadził do sprzedaży automatyczną skrzynię biegów w regionie Ameryki Południowej. 
W sierpniu 2015 roku pierwsza generacja 408, po ograniczeniu zasięgu rynkowego do krajów latynoamerykańskich oraz Rosji, przeszła drugą, tym razem znacznie rozleglejszą restylizację. Wraz z pokrewnym 308, samochód upodobniono do nowszych konstrukcji Peugeota poprzez duży, trapezowy przedni wlot powietrza z centralnie umieszczonym logo. Przeprojektowano zderzaki, przednie reflektory zyskały podcięty, mniej strzelisty kształt, a tylne lampy zyskały przemodelowane wkłady.

### Sprzedaż
Peugeot 408 I zbudowany został z myślą o rynkach rozwijających się, w pierwszej kolejności debiutując na rynku chińskim wiosną 2010 roku, gdzie produkcją zajęły się loklane zakłady Dongfeng Peugeot w Wuhan. W maju 2011 roku samochód trafił do sprzedaży także na rynkach latynoamerykańskich, gdzie na potrzeby 25 różnych rynków zbytu z tego regionu wytwarzaniem zajęły się zakłady w El Palomar w Argentynie. W maju 2012 roku zasięg rynkowy poszerzono jeszcze o dwa ważne rynki: Rosję wraz z ościennymi krajami byłego ZSRR, a także Malezję, w obu regionach z lokalną produkcją.
Po zakończeniu produkcji na rynku chińskim w 2014 roku w związku z prezentacją kolejnej generacji, Peugeot zdecydował się pozostawić dotychczas wytwarzany model w sprzedaży na pozostałych rynkach. Na rynkach latynoamerykańskich 408 I oferowane było do sierpnia 2021 roku, z kolei produkcja na rynku rosyjskim trwała najdłużej, do kwietnia 2022.

### Silniki
Benzynowe:
- R4 1.6l 110 KM
- R4 1.6l Turbo 163 KM
- R4 2.0l 147 KM

Wysokoprężne:
- R4 1.6l HDi 108 KM

## Druga generacja

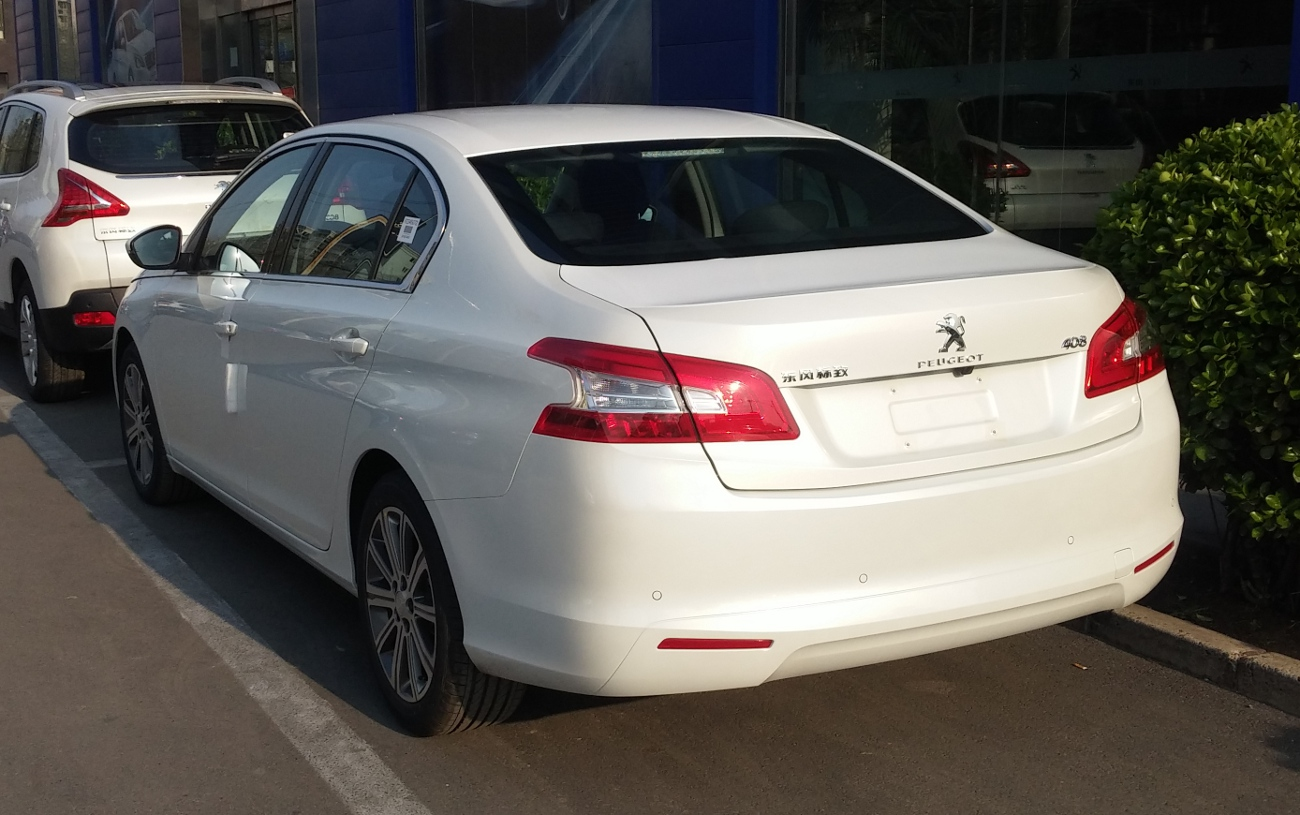
Peugeot 408 II - tył

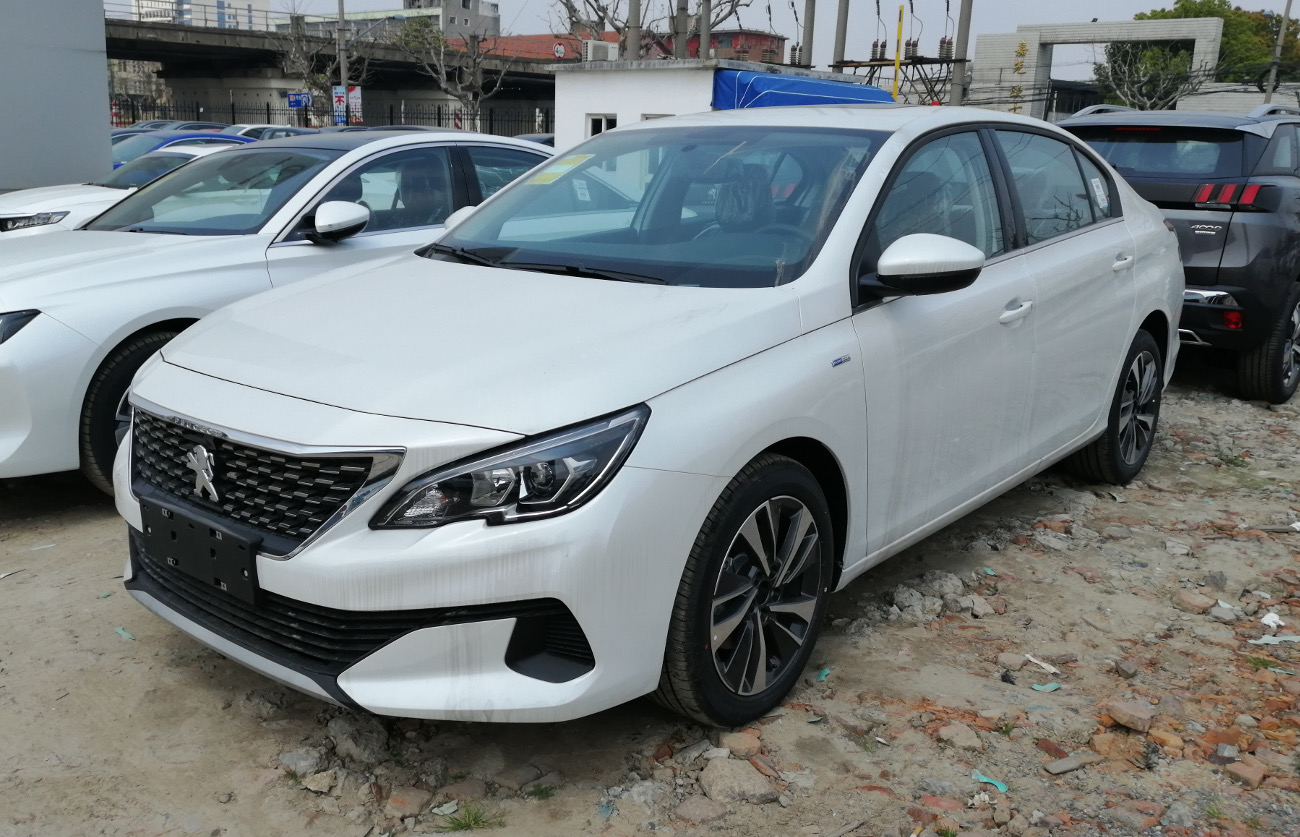
Peugeot 408 II po pierwszym liftingu

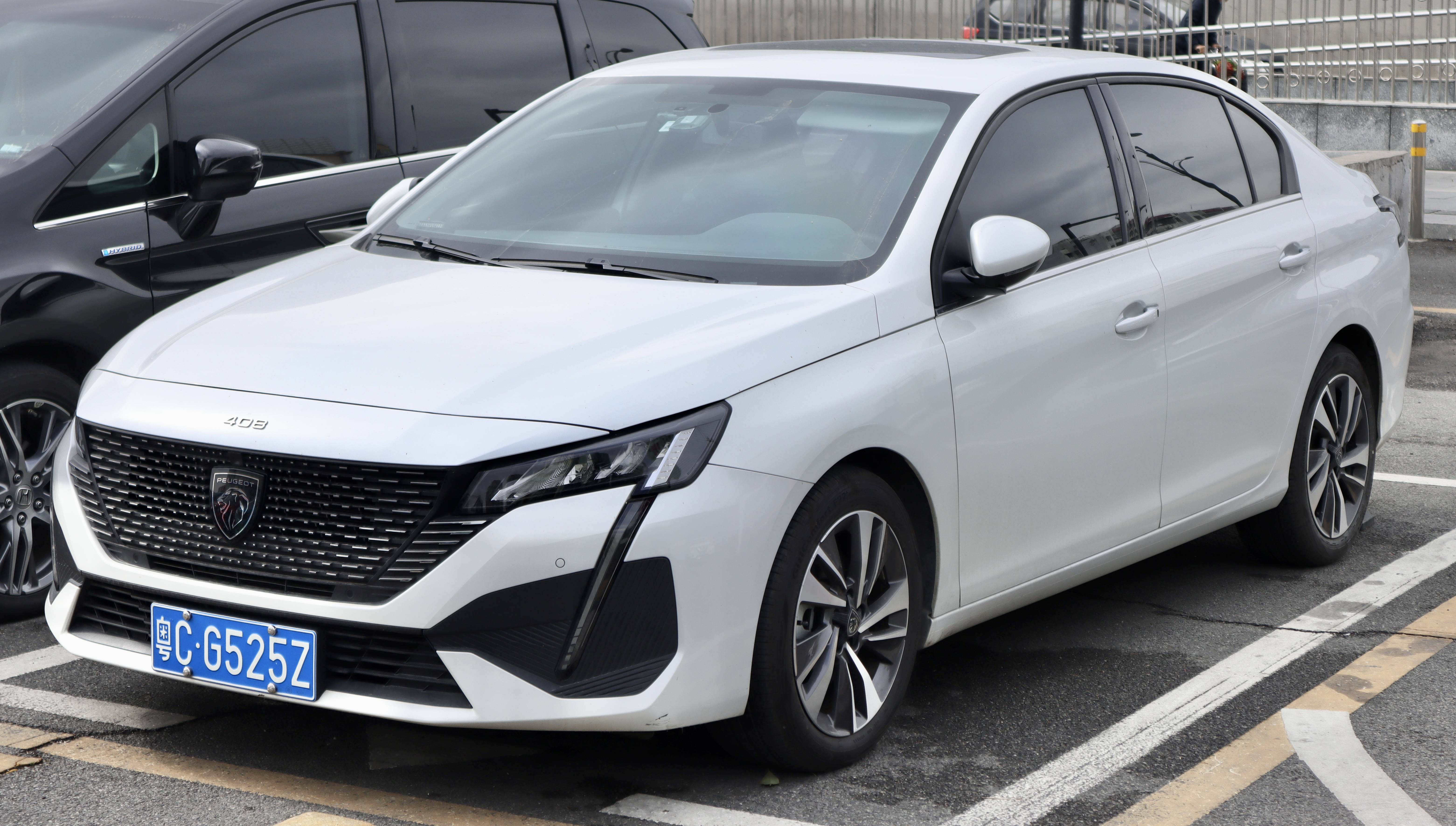
Peugeot 408 II po drugim liftingu

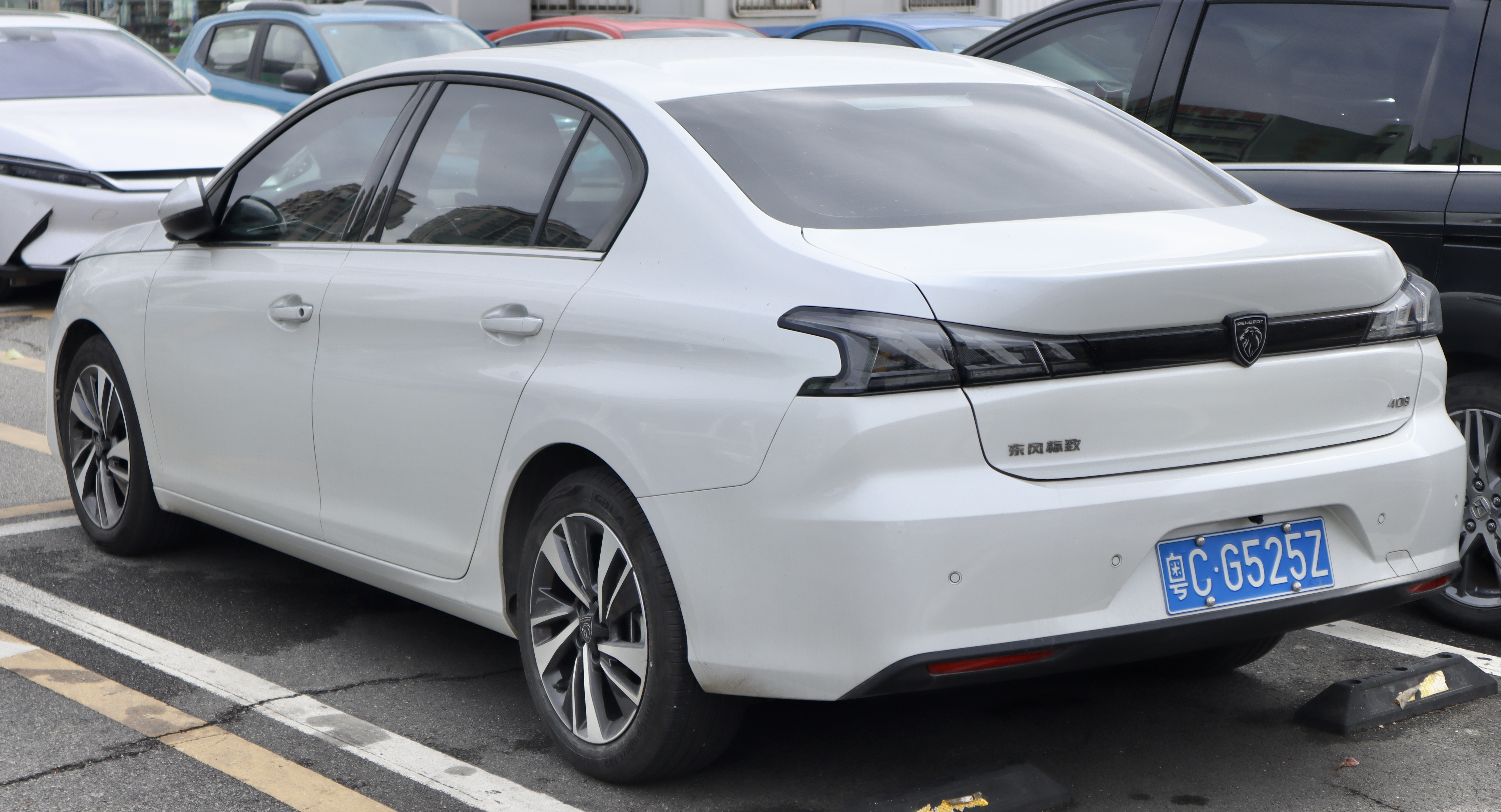
Peugeot 408 II - tył po drugim liftingu

Peugeot 408 II został zaprezentowany po raz pierwszy w 2014 roku.
Po 4 latach produkcji dotychczasowej generacji, z ograniczeniem na rynku chińskiego Peugeot zdecydował się zakutalizować model 408 do kolejnego wcielenia przedstawionego przed rokiem 308. Samochód zyskał tym razem bardziej foremną sylwetkę, z niewielkim chromowanym przednim wlotem powietrza, łagodnie poprowadzonymi przetłoczeniami i wielokształtnymi tylnymi lampami. 408 tym razem w obszerniejszym zakresie odtworzyło stylistykę kompaktowego hatchbacka 308, na którym je oparto.
W przeciwieństwie do poprzednika, druga generacja Peugeota 408 zyskała odrębny względem 308 projekt deski rozdzielczej. Utrzymano ją w konwencjonalnej aranżacji, z klasycznie umieszczonymi zegarami przed kierownicą, a także masywną konsolą centralną o pionowym układzie przyrządów z dużym dotykowym ekranem systemu multimedialnego.
Gamę jednostek napędowych utworzyły początkowo dwa czterocylindrowe benzynowe silniki. Pierwszy, 1,6 litrowy THP rozwinął moc 167 KM, z kolei topowy o pojemności 1,8 litra wyróżnił się mocą maksymalną 140 KM. W latach 2014–2017 producent oferował 408 jeszcze z podstawowym, trzycylindrowym benzynowym 1.2 o mocy 136 KM.

### Restylizacje
W sierpniu 2018 roku Peugeot przedstawił gruntownie zmodernizowane 408 drugiej generacji. Samochód otrzymał inaczej stylizowany pas przedni, w ramach którego zmieniono wygląd zderzaka, wkłady reflektorów i rozmiary atrapy chłodnicy. Zyskała ona ostrzejsze kanty i stała się wyraźnie większa, upodabniając się do nowszych konstrukcji francuskiej firmy. Zmiany wizualne objęły jeszcze wygląd tylnego zderzaka, a także wkładów lamp. W kabinie pasażerskiej wygospodarowano przestrzeń na większy, 9,2 calowy ekran systemu multimedialnego i bogatszy pakiet asystentów wspierających bezpieczeństwo jazdy. 
W czerwcu 2022 roku chiński Peugeot 408 drugiej generacji przeszedł drugą, jeszcze rozleglejszą niż przez 4 latami modernizację. Tym razem samochód został wizualnie upodobniony do nowej, trzeciej generacji oferowanego w Europie Peugeota 308, zyskując nowy pas przedni z trapezowym wlotem powietrza i wąskimi reflektorami połączonymi światłami LED do jazdy dziennej o motywie kreski. Zmiany uległy także w tylnej części nadwozia, która zyskała nowy kształt lamp i czarną blendę łączącą je optycznie. Ponadto, producent przeprojektował też deskę rozdzielczą, która zyskała nowe koło kierownicy, nowy projekt konsoli centralnej z większym ekranem systemu multimedialnego, a także wyżej umieszczonymi zegarami w ramach koncepcji i-Cockpit.

### Sprzedaż
W przeciwieństwie do poprzedniej generacji, Peugeot 408 II zbudowany został głównie z myślą o rynku chińskim. Samochód trafił tam do sprzedaży 4 miesiące po premierze, w sierpniu 2014 roku, podobnie jak dotychczas pochodząc z lokalnych zakładów Dongfeng Peugeot w Wuhan. W czerwcu 2016 samochód trafił do sprzedaży wraz z uruchomieniem lokalnej produkcji także w Malezji, jednak zakończono ją już 2 lata później w 2018 roku.

### Silniki
- R3 1.2l THP 136 KM
- R4 1.6l THP 167 KM
- R4 1.8l CVVT 140 KM